# پردیدوبیچ (آلاباما)
پردیدوبیچ (به انگلیسی: Perdido Beach) شهری در شهرستان بالدوین ایالت آلاباما است که مساحت آن ۳٫۲۲ کیلومتر مربع است و در سرشماری سال ۲۰۱۰ میلادی، ۵۸۱ نفر جمعیت داشته و تراکم جمعیتی آن، ۱۸۰٫۴۳ نفر در هر کیلومتر مربع بوده است.